# 京都府看護協会
公益社団法人京都府看護協会（こうえきしゃだんほうじんきょうとふかんごきょうかい、英称：Kyoto Nursing Association）は、京都府知事所管の京都府の看護師を会員とする公益社団法人。

## 本部所在地
- 京都府看護協会研修センター：〒606-8111 京都府京都市左京区高野泉町40-5

## 京都府ナースセンター（看護師等無料職業紹介所）
- 京都府ナースセンター：〒604-0874　京都市中京区竹屋町通烏丸東入る清水町375ハートピア京都（京都府立総合社会福祉会館）地下1階

## 訪問看護ステーション
- 天の橋立訪問看護ステーション 
  - 〒629-2262 京都府与謝郡与謝野町字岩滝2117-1
- 宮津訪問看護ステーション
  - 〒626-0041 京都府宮津市鶴賀2164-15
- 南京都訪問看護ステーション
  - 〒610-0113 京都府城陽市中芦原11